# Centralien
Un centralien ou une centralienne est un ou une élève, élève-ingénieur ou ingénieur diplômé de l’école centrale Paris ou du groupe Centrale.

## Historique
Au XIXe siècle et durant une partie du XXe siècle, les anciens élèves de l'École centrale des arts et manufactures s'appelaient les Centraux et l'association des anciens élèves se réunissait (à partir de 1919) à la « Maison des Centraux », 8 rue Jean-Goujon à Paris. 
Historiquement, les élèves de classes préparatoires postulant au concours de l'École centrale étaient dénommés familièrement Pistons : lors de la création de l'École, la machine à vapeur en était à ses débuts et fonctionnait essentiellement grâce à des pistons.
Vers 1975, le dictionnaire Larousse introduit l'usage du terme Centralien, défini comme suit (encore en 2018) : « Élève ou ancien élève de l'École centrale des arts et manufactures ».  
Le 22 juin 1990, il est décidé en assemblée générale que la « Maison des Centraux » s'appellera dorénavant « Maison des Centraliens », suivant en cela les décisions de l'association des Centraliens qui a repris le terme « Centralien » pour désigner les anciens élèves de l'École centrale Paris. 
L'École a migré de Paris à Châtenay-Malabry en 1969, puis sur le plateau de Saclay (à Gif-sur-Yvette) en 2017. En 2015, elle a fusionné avec l'École supérieure d'électricité, l'ensemble formant le nouveau grand établissement CentraleSupélec.

## Portée
Les élèves ou anciens élèves d'autres écoles du groupe des Écoles centrales (École centrale de Lyon, de Nantes, de Lille, de Marseille, de Casablanca, de Pékin ou encore de Mahindra) disposent de leurs propres associations, par exemple « Association des Centraliens de Lyon » ; par extension, les élèves membre de ces associations et diplômés des-dites écoles sont de-facto des « Centraliens de [Nom de la ville] ». 
En tant que marque commerciale et ses dérivés, les appellations « Centralien(s) » en écriture cursive, « CENTRALIENS »  et « CENTRALIENNE » ont été déposées à l'INPI par l'Association des centraliens (ou Association des anciens élèves de l'École centrale des arts et manufactures) en 2004, 2007 et 2012 respectivement.[pertinence contestée]
Seuls les élèves et anciens élèves diplômés de l'École centrale des arts et manufactures peuvent être membres de l'Association des centraliens. 
En date du 10 janvier 2020, l'Association des Centraliens a fusionné avec l'Association « Les Supélec » pour devenir « CentraleSupélec Alumni »
La revue Centraliens éditée par cette association est devenue Revue CentraleSupélec Alumni le 1er mars 2020.
Avec la fusion de l'École centrale Paris et de Supélec en 2015, le terme « Centralien » a fait l'objet d'études, pour être éventuellement remplacé par une autre désignations comme Electrocentralien ou CentraleSupélécien, mais elles n'ont pas fait consensus et les élèves et anciens ont conservé le terme Centralien. CentraleSupélec Alumni est par ailleurs toujours propriétaire de la marque CENTRALE, comme décrit ci-dessus. Le terme Centralien fait par ailleurs partie des rares termes définis dans le dictionnaire Larousse, avec Polytechnicien, Ingénieur des Mines, Ingénieur des Ponts et Énarque. Le terme Centralien est donc toujours d'actualité.
À la suite de la fusion de l'École centrale Paris et de Supélec, les diplômes d' « Ingénieur centralien », et d' « Ingénieur Supélec » disparaissent et laissent place à un unique diplôme d' « ingénieur CentraleSupélec ». Les diverses « Écoles centrales de [nom de ville] » délivrent chacune leur propre diplôme d'ingénieur, intitulé Ingénieur diplômé de l'École centrale de [nom de la ville].
De nombreux centraliens et Supélec participent aux combats des deux guerres mondiales, comme le rappellent les plaques commémoratives exposées dans les bâtiments Gustave Eiffel et Louis Charles Bréguet de CentraleSupélec.